# Bartholomeo Pitiscus
Bartholomeo Pitiscus (alemany: Bartholomäus Pitiscus)  (Zielona Góra, 24 d'agost de 1561 - Heidelberg, 2 de juliol de 1613) va ser un matemàtic i teòleg alemany del segle xvii, conegut per ser el primer matemàtic a emprar la paraula trigonometria. Pitiscus va néixer en una família pobra i no es coneix res de la seva infantesa i joventut. Va estudiar teologia a la Universitat de Heidelberg. El 1584 va ser nomenat preceptor del futur elector Frederic IV del Palatinat, que aleshores tenia onze anys. Quan Frederic IV va ocupar el tron, el va nomenar predicador de la cort i capellà reial. Fervent calvinista, sempre va donar suport a les mesures de Frederic IV contra l'Església catòlica.

## Obra
Pitiscus va continuar l'obra començada per Rheticus sobre la mesura dels triangles. El 1595 publica el seu llibre més conegut: Trigonometriae sive de dimensione triangulorum, amb el qual es va establir el nom de trigonometria per a aquesta branca de les matemàtiques.
La primera publicació era un apèndix al tractat d'astronomia esfèrica de Scultetus. Anys després (1600), va publicar una versió ampliada d'aquest apèndix i encara en va fer edicions més àmplies el 1608 i el 1612. En aquestes edicions, el llibre contenia unes taules de sinus, cosinus i tangents, per a cada grau del quadrant amb una aproximació de cinc decimals. En aquestes taules, Pitiscus no solament corregia els errors comesos per Rheticus en les seves taules de 1551, sinó que els afegia molta més precisió, ja que va calcular tots els sinus fins a 7º amb vint decimals d'exactitud.
El 1613, el mateix any de la seva mort, Pitiscus va publicar el Thesaurus Mathematicus, un conjunt de taules trigonomètriques amb precisions des de 15 fins a 22 decimals, cada deu segons de quadrant. Totes aquestes taules van tenir una influència decisiva en el desenvolupament de la trigonometria i de l'astronomia, ja que simplificaven els càlculs d'una forma molt important.